# Aufstand von Workuta

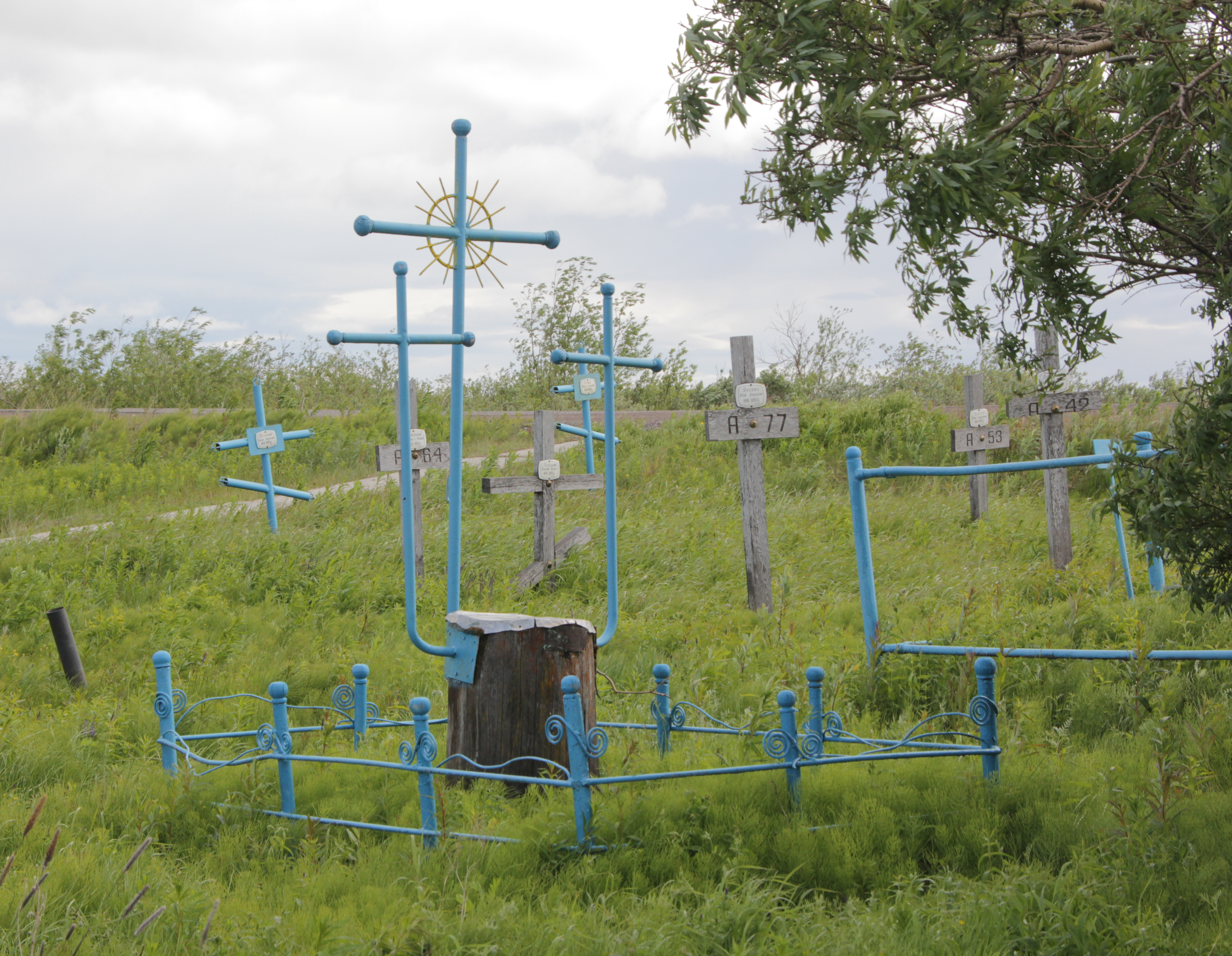
Ausschnitt des kleinen Friedhofs, auf dem die Gefangenen beigesetzt sind, die am 1. August 1953 erschossen wurden (Sommer 2014)

Der Aufstand von Workuta war ein Aufstand der Häftlinge im sowjetischen Arbeitslager Workuta im Sommer 1953.
Nach dem Tod Josef Stalins und der Verhaftung des Innenministers Lawrenti Beria begann im Arbeitslager ein Streik, die Gefangenen forderten bessere Bedingungen. Eine hochrangige Delegation aus Moskau reiste nach Workuta. Der Aufstand dauerte rund zehn Tage und wurde am 1. August 1953 mit Waffengewalt beendet.

## Ablauf
Das Jahr 1953 brachte viele Ereignisse im kommunistischen Machtbereich mit sich, die auch gravierende Folgen für die Lagerinsassen in Workuta hatten. Stalins Tod am 5. März 1953 führte zu Verwirrung bei den Wärtern ob der veränderten Machtkonstellation, wodurch das Lagerregime etwas gelockert wurde. Bereits zu dieser Zeit kam bei den Häftlingen die Hoffnung auf Freilassung auf, die noch dadurch verstärkt wurde, dass tatsächlich einige Deutsche in die Oblast Kaliningrad geschickt wurden. Gleichzeitig mit dem Bericht der Prawda über den Aufstand des 17. Juni in der DDR kamen erste Gedanken an einen Streik oder Aufstand auf, sollte sich die Lage zukünftig nicht wirklich ändern. Auch nichtdeutsche Gefangene beeindruckte der Volksaufstand in der DDR. So wurde selbstironisch darüber gespottet, dass die Deutschen schon nach acht Jahren den Kommunismus satt und ihn bereits so schnell als Unrechtssystem erkannt hätten, während sowjetische Bürger dieses System schon 35 Jahre dulden würden und bisher noch nichts dagegen getan hatten. Spätestens nach der Verhaftung von Lawrenti Beria wegen angeblicher Spionagetätigkeiten (26. Juni 1953) wurden Forderungen nach besseren Arbeitsbedingungen, besserer Verpflegung und Versorgung und nach Rehabilitationen offen vorgetragen. Sowjetische Offiziere stellten Verbesserungen in Aussicht, allerdings nicht in dem Maße, wie es sich die Lagerinsassen wünschten.
Auslöser des Streiks waren letztendlich Deportierte aus einem Lager bei Karaganda in der Kasachischen SSR, die Mitte Juni in Workuta ankamen. Diese hatten sich freiwillig für die Arbeit in der ASSR der Komi gemeldet, da ihnen bessere Arbeitsbedingungen als in Kasachstan und eine freie Ansiedlung versprochen wurden. Als sie im Schacht 7 ihre Arbeit aufnehmen sollten, stellten sich die Arbeitsbedingungen allerdings als erheblich schlechter heraus, und von einer freien Ansiedlung war auch keine Rede mehr. In der Folge verweigerten die Arbeiter des Schachtes, die sich den Neuankömmlingen gegenüber solidarisch erklärten, die Arbeit und produzierten nur noch eine Tonne Kohle pro Tag anstatt der normalerweise geförderten Menge von eintausend Tonnen. Gerüchte um einen Streik in Schacht 7 breiteten sich schnell aus. Auch andere Lager und Schächte traten in den Streik, was je nach vorgetragener Forderung verschiedene Folgen nach sich zog. Während zum Beispiel die Arbeiter des Schachtes 40 einen relativ ruhigen „freien“ Sommer erlebten und ihr erarbeitetes Geld bis auf den letzten Rubel ausgeben konnten, um dann im September wieder die Arbeit aufnehmen zu müssen, eskalierte die Lage an anderer Stelle. Im Gegensatz zu den Arbeitern des Schachtes 40, die nicht aggressiv auftraten und auch nur wenige Forderungen hatten, übernahmen im Lager 10 des Schachtes 29 die Insassen die Leitung des Lagers, entwaffneten das Wachpersonal und internierten es. Der Chef der gesamten Lagerleitung in Workuta, General Andrei Afanassjewitsch Derewjanko, zeigte sich nicht gewillt, den Forderungen nach Revisionsverfahren nachzugeben. Aus Moskau angereiste hohe Offizielle traten mit den Gefangenen in Verhandlungen, obwohl der von den Inhaftierten geforderte Verhandlungspartner Sergei Nikiforowitsch Kruglow (Innenminister der Sowjetunion) der Delegation nicht angehörte. Gerüchteweise soll er in Workuta gewesen sein.
Die Sowjetunion lehnte strikt Revisionen von Urteilen und damit Freilassungen ab; es kam nicht wirklich zu Verhandlungen. Vielmehr wurde den Gefangenen gedroht, zum Beispiel seitens des Generalstaatsanwalts Roman Andrejewitsch Rudenko (er hatte in den Nürnberger Prozessen energisch gegen führende NS-Funktionäre und ihr Unrechtssystem Anklage erhoben).
Weder Rudenkos Drohungen noch die von anderen angereisten Politikern und hohen Militärangehörigen (zum Beispiel Armeegeneral Iwan Iwanowitsch Maslennikow) schüchterten die Gefangenen ein. Am Morgen des 1. August 1953 umstellten Truppen des Innenministeriums das Lager. Nach einem kurzen Gespräch zwischen MWD-Offizieren und den Anführern des Streiks am Lagertor schoss einer der Offiziere einem der Häftlinge in den Kopf. Dann eröffneten die Soldaten das Feuer auf die anderen Insassen; es kam zu einem Massaker. Dabei starben 64 Menschen; insgesamt starben bei der Niederschlagung des Aufstandes 481 Menschen.
Viele Personen wurden danach aus dem Lager entfernt, wahrscheinlich weil sie als Anführer denunziert wurden. Die Schwerverletzten, die im Lager blieben, mussten nach einer nur kurzen Regenerationsphase wieder ihre Arbeit aufnehmen.
Die deutsche Journalistin Brigitte Gerland (1918–1962) berichtete aus eigenem Erleben in westlichen Medien über die Lebens- und Arbeitsbedingungen im sowjetischen Arbeitslager Workuta und insbesondere über den Streik der Zwangsarbeitskräfte, der in den Aufstand von Workuta mündete. 
Der Streik von 1953 war nicht der einzige; auch davor hatten Zwangsarbeiter mehrfach protestiert. Beispielsweise traten sie aufgrund der unerträglichen Arbeitsbedingungen vom Oktober 1936 bis zum Februar 1937 in einen Hungerstreik, ohne Erfolge. Nachdem eine Moskauer Kommission die Ereignisse in Workuta untersucht hatte, wurden 2901 an dem Hungerstreik beteiligte Personen hingerichtet. Ähnlich erging es Streikenden aus dem Jahr 1941, die sich 15 Tage der Arbeit verweigerten, nachdem die Rationen für die Zwangsarbeiter wegen Lebensmittelknappheit, aufgrund des deutschen Angriffs auf die Sowjetunion, verringert wurden. Auch hier kam es zur Erschießung der Rädelsführer und zur Annullierung der bereits abgebüßten Strafzeiten. Die Informationslage zu Streiks vor 1953 in Workuta ist noch lückenhafter als die ab 1953.